# Balocco (Italia)
Balocco (Balòch in piemontese) è un comune italiano di 211 abitanti della provincia di Vercelli in Piemonte.
È situato alla sinistra del torrente Cervo, lungo la strada per Buronzo. Gli abitanti sono chiamati balocchesi.

## Storia
In epoca romana da Balocco passava la via delle Gallie, strada romana consolare fatta costruire da Augusto per collegare la pianura Padana con la Gallia. La prima menzione del comune si ha nel X secolo nell'elenco delle pievi vercellesi al tempo del vescovo Ingone (924-960). L'etimologia del toponimo è incerta: alcuni lo riconducono al latino badaluchum, strumento per catturare uccelli, altri a badaluchus, ossia scaramuccia, questione di poca o scarsa importanza, altri ancora lo fanno derivare dal celtico lauc.
Nel 1124 viene menzionato Eustachio Confalonieri di Balocco, primo personaggio noto della potente famiglia che signoreggiò sul paese fino all'inizio del XVII secolo. Essendo il feudo più di prestigio che di rendita, venne affidato a signori locali che presero il nome del luogo, ovvero i "da Balocco o Balochi". Da quest'ultima famiglia nacque il francescano Antonio da Vercelli innalzato nella schiera dei beati dell'ordine francescano. I Confalonieri ebbero il diritto di precedere i vescovi nelle processioni e di portare il gonfalone.

### Il Medioevo e il primo Rinascimento
Verso la fine del XIII secolo si inserirono nel feudo anche i signori di Buronzo. Nel 1328 ricevettero l'investitura di metà del castello. Nel 1335 Balocco passò sotto il dominio dei Visconti. Nel 1357 subì distruzioni ad opera di Ugolino Gonzaga. Nel 1378, dopo la sottomissione dei Confalonieri e dei signori di Buronzo ai Savoia avvenuta nel 1373, entrò a far parte del capitanato di Santhià.
 Nel 1413 il paese fu saccheggiato ed il castello incendiato dai signori di Rovasenda e da alleati del Marchese del Monferrato. Altre devastazioni avvennero nel 1622 ad opera delle truppe spagnole.

### Le investiture rinascimentali e post rinascimentali
Nel 1601 parte del feudo fu concesso a Claudio Curtet e poi a Giuseppe Pramaggiore. Nel 1635 fu investito Giovanni Francesco Buronzo della Donne. Nel 1750 fu investito Marco Antonio Nasi, figlio di Lodovica Maria Plebano.

### Simboli
Lo stemma e il gonfalone del comune di Balocco sono stati concessi con decreto del presidente della Repubblica del 19 settembre 1994.
Il gonfalone è un drappo troncato di bianco e di verde.

## Monumenti e luoghi d'interesse

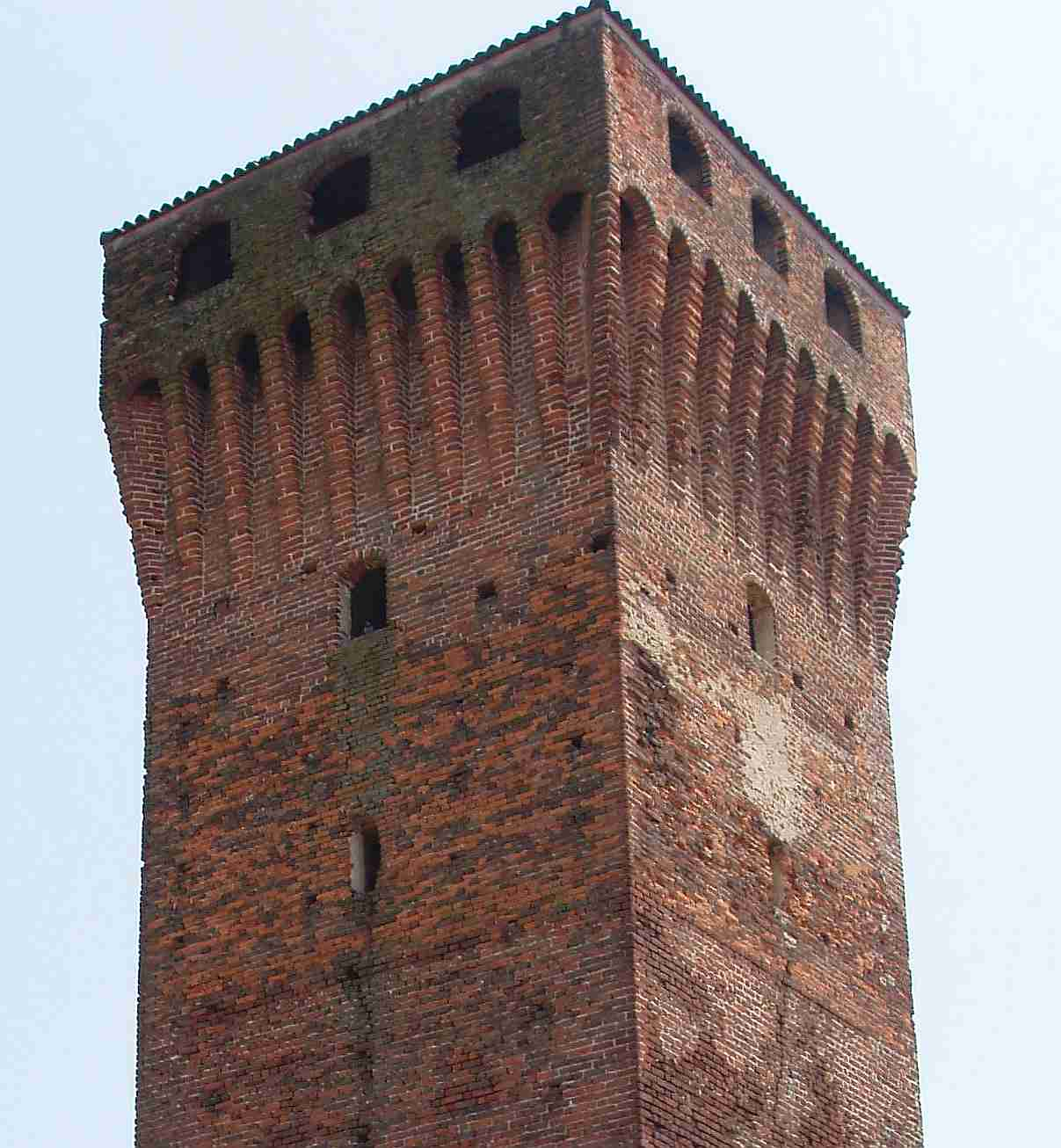
Torre del castello

Il castello, che ancora oggi può essere ammirato, edificato intorno all'anno mille, è una ricostruzione seguita alla guerre e alle devastazioni. Fu infatti distrutto prima nel 1401 dalle milizie di Facino Cane, poi nel 1413 dai signori di Rovasenda, e ricostruito nel 1423.

Originariamente il castello era un recinto fortificato che comprendeva la chiesa plebana di San Michele. Ciò che rimane risale al XV secolo: una parte della torre d'ingresso, tratti di cortina e delle altre due torri, una a pianta quadrata, l'altra circolare.
Da segnalare il mastio in pietra precedente alle ricostruzioni del XV secolo, la torre centrale e due piccole torre angolari. Adiacente al castello è presente un altro edificio, risalente anch'esso al XV secolo.
La  parrocchiale di San Michele Arcangelo, a tre navate, in origine ad una sola, risale nelle parti più antiche all'XI secolo. La chiesa romanica è ben riconoscibile, nonostante le aggiunte dei secoli successivi. All'interno un trittico attribuito ad uno dei Giovenone (XVI secolo) raffigurante la Vergine con il bambino, San Michele Arcangelo e Santa Margherita.
In frazione Bastia è ancora visibile una casaforte risalente al XIV secolo, mentre la parrocchia fu istituita nel XVI secolo.
Nelle vicinanze del paese è presente il Santuario della Madonna di Campagna, risalente al XIV- XV secolo, ristrutturato negli ultimi anni.

## Società

### Evoluzione demografica
In cento anni la popolazione si è ridotta ad un quarto di quella originaria del 1921. 
Abitanti censiti

## Infrastrutture e trasporti
Tra il 1890 e il 1933 Balocco fu servito dalla tranvia Vercelli-Biella.

## Economia
L'attività principale è quella agricola: prevale la risicoltura, ma non mancano il granoturco e il frumento. La vicinanza con l'autostrada ha favorito l'insediamento di aziende industriali (settore caseario e dei prefabbricati).

## Sport

### Rampante Balocco - calcio a 5
"Rampante Balocco" è la squadra locale di calcio a 5 che dal 2008 partecipa ogni anno al campionato biellese amatoriale. Prende il nome dalla vecchia squadra di calcio a 11 che a partire dalla fine degli anni '50 fino al 1962 ha partecipato al campionato FIGC. Le partite casalinghe vengono disputate presso il campo sportivo comunale di frazione Bastia. 

### Autodromo di Balocco
Nella località Cascina Bella Luigina è situato un importante complesso di piste di prova di proprietà di Fiat Chrysler Automobiles, ex pista prove dell'Alfa Romeo. Attualmente è utilizzato per il collaudo di veicoli del Gruppo FCA, nonché per manifestazioni a tema motoristico e per prove su strada di riviste e programmi televisivi specializzati.